# Kovácsszénája
Kovácsszénája (korábban Kovacéna) község Baranya vármegyében, a Pécsi járásban.

## Fekvése
A község Pécstől 25 kilométerre, a Mecsek északi-északnyugati lejtőin fekvő apró falu. Közigazgatási területén áthalad az Oroszló-Szentlőrinc közti 6601-es út, de központjába csak az abból északkelet felé kiágazó 66 104-es számú mellékút vezet. Autóbusszal Pécsről Abaliget irányában közvetlenül megközelíthető. A néhány kilométerre fekvő Abaliget vasútállomás a (Budapest–)Pusztaszabolcs–Pécs-vasútvonalon található.
Jellemző rá a Mecsek északi oldalán ismert, a baranyai átlagnál hűvösebb, csapadékosabb hőmérséklet, illetve időjárás. A mérsékelten meleg nyarat enyhe tél követi. Az évi középhőmérséklet alig éri el a 10 °C-ot.

## Története
A falu neve évszázadokig a szláv eredetű Kovacéna volt.
A települést az 1290-es pápai tizedlajstromban említik először, amelyet az esztergomi káptalan magánlevéltára őriz. 14. századi történeti források önálló plébániájával jelentős helynek ismerik. Az Árpád-kori település Szent Erzsébet eklézsiája révén az 1600-as évek végéig kiemelt szerepet töltött be környezetében.
A török hódoltság alatt nem néptelenedett el, a felszabadító háborúk alig érintették az itt élő magyar népességet, lakossága azóta alig változott.
A 18. századi pestisjárványok lakosságát tragikusan megtizedelték, de II. József korából három malomról, méhészekről, bognárokról, ácsokról és kovácsokról is tudunk.
A 19. század második felében legeltető társulatot, erdőbirtokosságot, tejszövetkezetet alapítottak.
Az állami helységnév-magyarosítási hullám során előbb a Kőhalom, majd az értelmetlen Kovácsszéna elnevezés merült fel, végül a falu a Kovácsszénája nevet kapta.
A 20. században működött itt az elemi iskolán kívül gazdakör, tűzoltó egyesület, sőt olvasókör is, amelyek jelentős társadalmi és közéleti szerepről árulkodnak. De a parasztság nagy része kuláknak lett nyilvánítva, és a földeket elkobozták. Az 1950-es évektől a falu folyamatosan kezdett népességében fogyatkozni, és leszakadni. A rendszerváltásig szinte semmi fejlesztés nem érte el a falut. Az őslakósok nagy része elköltözött páran akik maradtak, elszegényedtek. A rendszerváltás óta egyre több házat vettek meg nyaralónak. Az 1990-es évek környékén néhány külföldi is letelepedett, a mai napig egyre több német és holland állampolgár költözik a faluba.

## Közélete

### Polgármesterei
- 1990–1994: Haiser József (független)[3]
- 1994–1998: Haiser József (független)[4]
- 1998–2002: Haiser József (független)[5]
- 2002–2006: Haiser József (független)[6]
- 2006–2010: Haiser József (független)[7]
- 2010–2014: Novák Péter (független)[8]
- 2014–2019: Novák Péter (független)[9]
- 2019–2024: Novák Péter (Fidesz-KDNP)[10]
- 2024– : Forgács Anikó (független)[1]

## Népesség
A település népességének változása:
| Lakosok száma | 62   | 60   | 55   | 69   | 73   | 57   | 69   | 66   | 60   |
|               | 2013 | 2014 | 2015 | 2018 | 2019 | 2021 | 2022 | 2023 | 2024 |

A 2011-es népszámlálás során a lakosok 63,6%-a magyarnak, 5,2% cigánynak, 5,2% németnek mondta magát (31,2% nem nyilatkozott; a kettős identitások miatt a végösszeg nagyobb lehet 100%-nál). A vallási megoszlás a következő volt: római katolikus 42,9%, református 2,6%, evangélikus 3,9%, felekezeten kívüli 15,6% (35,1% nem nyilatkozott).
2022-ben a lakosság 84,1%-a vallotta magát magyarnak, 2,9% cigánynak, 1,4% németnek, 1,4% szlovénnek, 11,6% egyéb, nem hazai nemzetiségűnek (14,5% nem nyilatkozott; a kettős identitások miatt a végösszeg nagyobb lehet 100%-nál). Vallásuk szerint 31,9% volt római katolikus, 1,4% református, 1,4% evangélikus, 17,4% felekezeten kívüli (43,5% nem válaszolt).

## Nevezetességei
A horgásztó mellett az Orfűi patakba torkolló állandó vízfolyások háborítatlan élővilága, érdekes földtani képződmények, forrás, barlang, felhagyott kőbánya várja a turistákat. A település nevezetessége az ősi magyar halmazatos településszerkezet.